# Baidu
Baidu, Inc. (kineski: 百度; pinyin: Bǎidù, što znači „sto puta“) je kineska multinacionalna tehnološka tvrtka specijalizirana za usluge i proizvode povezane s internetom i umjetnom inteligencijom, sa sjedištem u pekinškom okrugu Haidian. Jedna je od najvećih svjetskih tvrtki za umjetnu inteligenciju i internet. Holding društvo grupe registrirano je na Kajmanskim otocima. Baidu su u siječnju 2000. godine osnovali Robin Li i Eric Xu. Internetska tražilica Baidu trenutno je četvrta najposjećenija web stranica na svijetu na Alexa Internet ljestvici. Baidu vuče podrijetlo iz RankDexa, ranije tražilice koju je Robin Li razvio 1996. godine, prije nego što je osnovao Baidu 2000. godine, kao kinesku inačicu Googlea.
Baidu nudi razne usluge, uključujući kinesku tražilicu, kao i uslugu mapiranja pod nazivom Baidu Maps. Baidu nudi oko 57 usluga pretraživanja i zajednice, kao što su Baidu Baike (internetska enciklopedija), Baidu Wangpan (usluga pohrane u oblaku) i Baidu Tieba (forum za raspravu zasnovan na ključnim riječima). 
Baiduova globalna poslovna jedinica (GBU) odgovorna je za međunarodne proizvode i usluge tvrtke Baidu za tržišta izvan Kine. Portfelj proizvoda tvrtke Baidu GBU uključuje tipkovnice Simeji i Facemoji Keyboard, platformu za preporuku sadržaja popIn, mrežu proširene stvarnosti OmniAR, japanski pametni projektor popIn Aladdin i oglasnu platformu MediaGo, koja je usmjerena na kineske oglašivače, koji žele doseći inozemne korisnike. 2017. godine Baidu GBU sklopio je partnerstvo sa Snap Inc. da djeluje kao službeni prodavač oglasa tvrtke Snapchat u Kini, Južnoj Koreji, Japanu i Singapuru. Partnerstvo je produženo 2019.
2018. Baidu je prodao dio svog poslovanja u inozemstvu "Global DU business", koji je razvio niz uslužnih aplikacija, uključujući ES File Explorer, DU Caller, Mobojoy, Photo Wonder i DU Recorder, itd. Ovo poduzeće sada posluje neovisno o tvrtki Baidu pod nazivom DO Global. 
Baidu je druga po veličini internetska tražilica na svijetu, a na kineskom tržištu tražilica imao je 76,05% tržišnog udjela. U prosincu 2007. Baidu je postala prva kineska tvrtka koja je uključena u indeks NASDAQ-100. Od svibnja 2018. tržišna je kapitalizacija Baidua porasla na 99 milijardi američkih dolara. U listopadu 2018. Baidu je postala prva kineska tvrtka koja se pridružila konzorciju računalne etike sa sjedištem u Sjedinjenim Američkim Državama "Partnerstvo umjetne inteligencije". 